# 이성과 감성

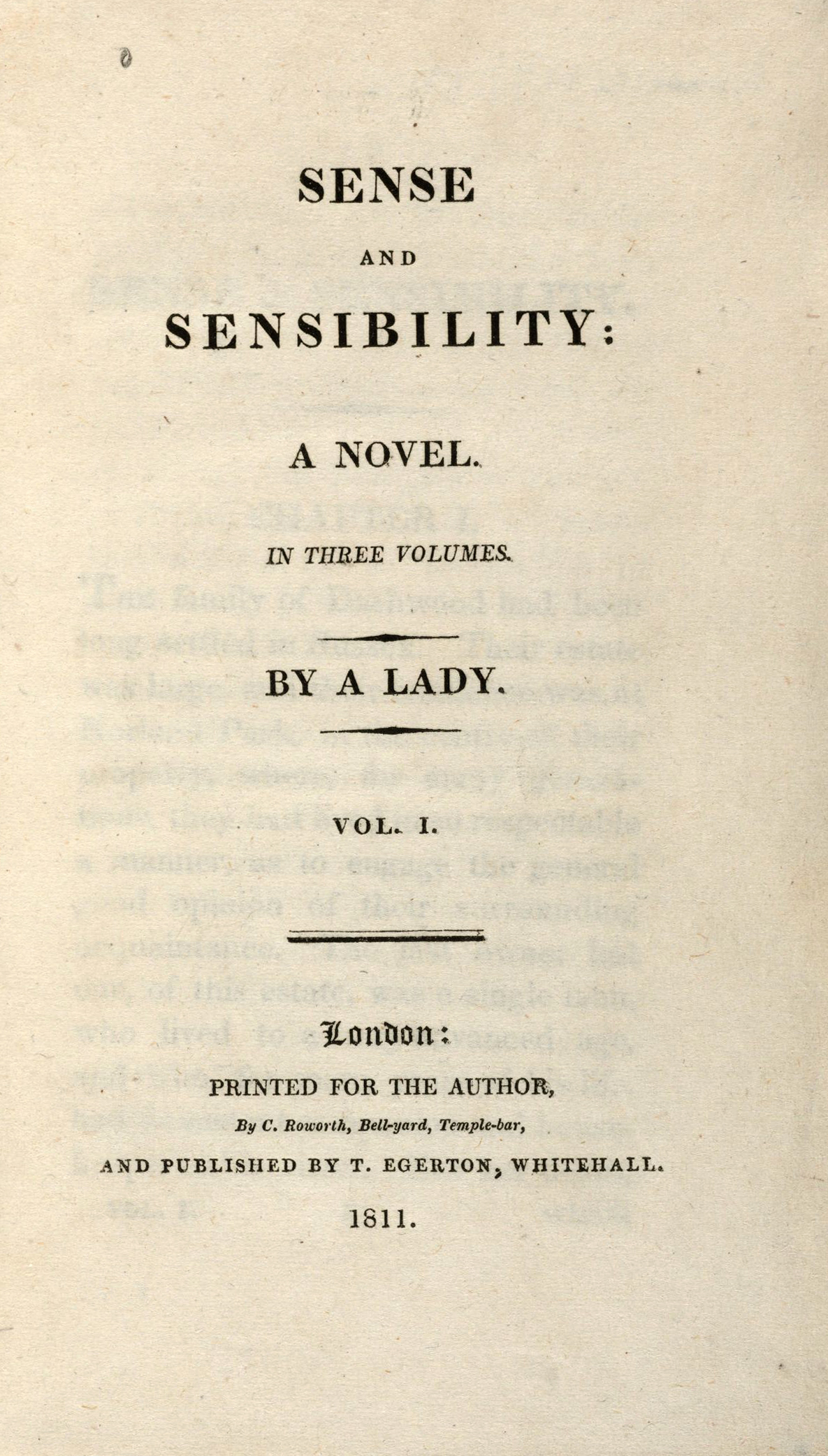
Sense and Sensibility, 1811

《이성과 감성》(Sense and Sensibility)은 제인 오스틴이 1811년에 쓴 소설이다.
오스틴이 스무 살의 나이에 쓴 장편소설 ≪이성과 감성≫은 이후 그녀의 소설에서 다양하게 변주되어 나타날 주제들을 예시하고 있다는 점에서 흥미롭다. 원래 서간체로 집필되었다가 서술체로 개작되었고 처음으로 시도한 장편소설이니만큼 작품의 완성도에 있어서는 다른 소설들에 미치지 못하는 면이 있지만, 오스틴의 작품 세계를 구성하는 경쾌한 세태 풍자와 아이러니, 젊은 남녀들의 로맨스 구도, 여성의 삶의 조건에 대한 관심, 인식과 착오의 문제 등 중요한 요소들을 여기에서도 찾아볼 수 있다.

## 등장인물
- 엘리너 대시우드
- 매리앤 대시우드
- 에드워드 페러스
- 존 윌러비
- 브랜던 대령
- 헨리 대시우드
- 대시우드 부인
- 마거릿 대시우드
- 존 대시우드
- 패니 페러스 대시우드
- 존 미들턴 경
- 제닝스 부인
- 로버트 페러스
- 페러스 부인
- 샬럿 파머
- 루시 스틸
- 소피아 그레이
- 모턴 양
- 일라이자 윌리엄스

## 영상화
- 《센스 앤 센서빌리티》 - 이안 감독의 영화 (1995년)

## 서지정보
- 《분별력과 감수성》, 이미애 역, 지식을만드는지식, 2009년 발행 (ISBN 978-89-6228-396-9)